# سامانثا بوند
سامانثا بوند (بالإنجليزية: Samantha Bond)‏ مواليد 27 نوفمبر 1961 في لندن، إنجلترا، المملكة المتحدة، هي ممثلة إنجليزية.

## روابط خارجية
- سامانثا بوند على موقع IMDb (الإنجليزية)
- سامانثا بوند على موقع روتن توميتوز (الإنجليزية)
- سامانثا بوند على موقع ألو سيني (الفرنسية)
- سامانثا بوند على موقع ميوزك برينز (الإنجليزية)
- سامانثا بوند على موقع أول موفي (الإنجليزية)
- سامانثا بوند على موقع قاعدة بيانات برودواي على الإنترنت (الإنجليزية)
- سامانثا بوند على موقع قاعدة بيانات الأفلام السويدية (السويدية)
- سامانثا بوند على موقع إن إن دي بي (الإنجليزية)
- سامانثا بوند على موقع ديسكوغز (الإنجليزية)
- سامانثا بوند على موقع قاعدة بيانات الفيلم (الإنجليزية)